# Giải Quả cầu vàng cho phim chính kịch hay nhất
Giải Quả cầu vàng cho phim chính kịch hay nhất là một giải thưởng điện ảnh được Hiệp hội báo chí nước ngoài ở Hollywood tổ chức thường niên kể từ năm 1944. từ khi thể loại này được thiết lập năm 1951. Tổ chức trao giải giải, Hiệp hội báo chí nước ngoài ở Hollywood (viết tắt là HFPA), là một tổ chức gồm các ký giả của các báo nước ngoài chuyên theo dõi ngành kỹ nghệ phim ở Hollywood, Hoa Kỳ, đứng ra phát giải.
Ban đầu, chỉ có một thể loại giải đơn cho "Phim hay nhất". Từ giải lần thứ 9, giải này được chia thành 2 thể loại: "Phim kịch tính hay nhất" và "Phim ca nhạc hoặc Phim hài hay nhất". Từ năm 1951, chỉ có một lần thể loại giải này được hợp nhất trong giải năm 1953.

## Danh sách cụ thể
(*) Trong danh sách dưới, hàng đầu là phim đoạt giải, được in chữ đậm trên nền xanh, hàng không in chữ đậm là các phim được đề cử. Năm trên danh sách là năm phim sản xuất, năm trao giải là năm tiếp theo.

### Thập niên 1950
| Năm  | Phim                            | Đạo diễn          | Nhà sản xuất        |
| ---- | ------------------------------- | ----------------- | ------------------- |
| 1951 | A Place in the Sun              | George Stevens    | George Stevens      |
| 1951 | Bright Victory                  | Mark Robson       | Robert Buckner      |
| 1951 | Detective Story                 | William Wyler     | William Wyler       |
| 1951 | Quo Vadis                       | Mervyn LeRoy      | Sam Zimbalist       |
| 1951 | A Streetcar Named Desire        | Elia Kazan        | Charles K. Feldman  |
| 1952 | The Greatest Show on Earth      | Cecil B. DeMille  | Cecil B. DeMille    |
| 1952 | Come Back, Little Sheba         | Daniel Mann       | Hal B. Wallis       |
| 1952 | The Happy Time                  | Richard Fleischer | Earl Fenton         |
| 1952 | High Noon                       | Fred Zinnemann    | Stanley Kramer      |
| 1952 | The Thief                       | Russell Rouse     | Clarence Greene     |
| 1953 | Không trao giải.                | Không trao giải.  | Không trao giải.    |
| 1954 | On the Waterfront               | Elia Kazan        | Sam Spiegel         |
| 1955 | East of Eden                    | Elia Kazan        | Elia Kazan          |
| 1956 | Around the World in Eighty Days | Michael Anderson  | Kevin McClory       |
| 1956 | Giant                           | George Stevens    | Henry Ginsberg      |
| 1956 | Lust for Life                   | Vincente Minnelli | John Houseman       |
| 1956 | The Rainmaker                   | Joseph Anthony    | Hal B. Wallis       |
| 1956 | War and Peace                   | King Vidor        | Dino De Laurentiis  |
| 1957 | Cầu sông Kwai                   | David Lean        | Sam Spiegel         |
| 1957 | 12 Angry Men                    | Sidney Lumet      | Henry Fonda         |
| 1957 | A Hatful of Rain                | Fred Zinnemann    | Buddy Adler         |
| 1957 | Sayonara                        | Joshua Logan      | William Goetz       |
| 1957 | Witness for the Prosecution     | Billy Wilder      | Arthur Hornblow Jr. |
| 1958 | The Defiant Ones                | Stanley Kramer    | Stanley Kramer      |
| 1958 | Cat on a Hot Tin Roof           | Richard Brooks    | Lawrence Weingarten |
| 1958 | Home Before Dark                | Mervyn LeRoy      | Mervyn LeRoy        |
| 1958 | I Want to Live!                 | Robert Wise       | Claude Miller       |
| 1958 | Separate Tables                 | Delbert Mann      | Harold Hecht        |
| 1959 | Ben-Hur                         | William Wyler     | Sam Zimbalist       |
| 1959 | Anatomy of a Murder             | Otto Preminger    | Otto Preminger      |
| 1959 | The Diary of Anne Frank         | George Stevens    | George Stevens      |
| 1959 | The Nun's Story                 | Fred Zinnemann    | Henry Blanke        |
| 1959 | On the Beach                    | Stanley Kramer    | Stanley Kramer      |

### Thập niên 1960
| Năm  | Phim                                  | Đạo diễn             | Nhà sản xuất       |
| ---- | ------------------------------------- | -------------------- | ------------------ |
| 1960 | Spartacus                             | Stanley Kubrick      | Kirk Douglas       |
| 1960 | Elmer Gantry                          | Richard Brooks       | Bernard Smith      |
| 1960 | Inherit the Wind                      | Stanley Kramer       | Stanley Kramer     |
| 1960 | Sons and Lovers                       | Jack Cardiff         | Jerry Wald         |
| 1960 | Sunrise at Campobello                 | Vincent J. Donehue   | Dore Schary        |
| 1961 | The Guns of Navarone                  | J. Lee Thompson      | Carl Foreman       |
| 1961 | El Cid                                | Anthony Mann         | Samuel Bronston    |
| 1961 | Fanny                                 | Joshua Logan         | Ben Kadish         |
| 1961 | Judgment at Nuremberg                 | Stanley Kramer       | Stanley Kramer     |
| 1961 | Splendor in the Grass                 | Elia Kazan           | Elia Kazan         |
| 1962 | Lawrence of Arabia                    | David Lean           | Sam Spiegel        |
| 1962 | The Chapman Report                    | George Cukor         | Darryl F. Zanuck   |
| 1962 | Days of Wine and Roses                | Blake Edwards        | Martin Manulis     |
| 1962 | Freud                                 | John Huston          | Wolfgang Reinhardt |
| 1962 | Hemingway's Adventures of a Young Man | Martin Ritt          | Jerry Wald         |
| 1962 | Lisa                                  | Philip Dunne         | Mark Robson        |
| 1962 | The Longest Day                       | Ken Annakin          | Darryl F. Zanuck   |
| 1962 | The Miracle Worker                    | Arthur Penn          | Fred Coe           |
| 1962 | Mutiny on the Bounty                  | Lewis Milestone      | Aaron Rosenberg    |
| 1962 | To Kill a Mockingbird                 | Robert Mulligan      | Alan J. Pakula     |
| 1963 | The Cardinal                          | Otto Preminger       | Martin C. Schute   |
| 1963 | America, America                      | Elia Kazan           | Elia Kazan         |
| 1963 | Captain Newman, M.D.                  | David Miller         | Robert Arthur      |
| 1963 | The Caretakers                        | Hall Bartlett        | Hall Bartlett      |
| 1963 | Cleopatra                             | Joseph L. Mankiewicz | Walter Wanger      |
| 1963 | The Great Escape                      | John Sturges         | John Sturges       |
| 1963 | Hud                                   | Martin Ritt          | Irving Ravetch     |
| 1963 | Lilies of the Field                   | Ralph Nelson         | Ralph Nelson       |
| 1963 | To Kill a Mockingbird                 | Robert Mulligan      | Alan J. Pakula     |
| 1964 | Becket                                | Peter Glenville      | Hal B. Wallis      |
| 1964 | Zorba the Greek (Alexis Zorbas)       | Michael Cacoyannis   | Michael Cacoyannis |
| 1964 | The Chalk Garden                      | Ronald Neame         | Ross Hunter        |
| 1964 | Dear Heart                            | Delbert Mann         | Martin Manulis     |
| 1964 | The Night of the Iguana               | John Huston          | John Huston        |
| 1965 | Doctor Zhivago                        | David Lean           | Arvid Griffen      |
| 1965 | The Collector                         | William Wyler        | Jud Kinberg        |
| 1965 | The Flight of the Phoenix             | Robert Aldrich       | Robert Aldrich     |
| 1965 | A Patch of Blue                       | Guy Green            | Guy Green          |
| 1965 | Ship of Fools                         | Stanley Kramer       | Stanley Kramer     |
| 1966 | A Man for All Seasons                 | Fred Zinnemann       | Fred Zinnemann     |
| 1966 | Born Free                             | James H. Hill        | Sam Jaffe          |
| 1966 | The Professionals                     | Richard Brooks       | Richard Brooks     |
| 1966 | The Sand Pebbles                      | Robert Wise          | Robert Wise        |
| 1966 | Who's Afraid of Virginia Woolf?       | Mike Nichols         | Ernest Lehman      |
| 1967 | In the Heat of the Night              | Norman Jewison       | Walter Mirisch     |
| 1967 | Bonnie and Clyde                      | Arthur Penn          | Warren Beatty      |
| 1967 | Far from the Madding Crowd            | John Schlesinger     | Joseph Janni       |
| 1967 | Guess Who's Coming to Dinner          | Stanley Kramer       | George Glass       |
| 1967 | In Cold Blood                         | Richard Brooks       | Richard Brooks     |
| 1968 | The Lion in Winter                    | Anthony Harvey       | Martin Poll        |
| 1968 | Charly                                | Ralph Nelson         | Ralph Nelson       |
| 1968 | The Fixer                             | John Frankenheimer   | Edward Lewis       |
| 1968 | The Heart Is a Lonely Hunter          | Robert Ellis Miller  | Joel Freeman       |
| 1968 | The Shoes of the Fisherman            | Michael Anderson     | George Englund     |
| 1969 | Anne of the Thousand Days             | Charles Jarrott      | Hal B. Wallis      |
| 1969 | Butch Cassidy and the Sundance Kid    | George Roy Hill      | John Foreman       |
| 1969 | Midnight Cowboy                       | John Schlesinger     | Jerome Hellman     |
| 1969 | The Prime of Miss Jean Brodie         | Ronald Neame         | James Cresson      |
| 1969 | They Shoot Horses, Don't They?        | Sydney Pollack       | Robert Chartoff    |

### Thập niên 1970
| Năm  | Phim                               | Đạo diễn              | Nhà sản xuất                     |
| ---- | ---------------------------------- | --------------------- | -------------------------------- |
| 1970 | Love Story                         | Arthur Hiller         | Howard G. Minsky                 |
| 1970 | Airport                            | George Seaton         | Ross Hunter                      |
| 1970 | Five Easy Pieces                   | Bob Rafelson          | Robert Daley                     |
| 1970 | I Never Sang for My Father         | Gilbert Cates         | Gilbert Cates                    |
| 1970 | Patton                             | Franklin J. Schaffner | Frank Caffey                     |
| 1971 | The French Connection              | William Friedkin      | Philip D'Antoni                  |
| 1971 | A Clockwork Orange                 | Stanley Kubrick       | Si Litvinoff                     |
| 1971 | The Last Picture Show              | Peter Bogdanovich     | Stephen J. Friedman              |
| 1971 | Mary, Queen of Scots               | Charles Jarrott       | Hal B. Wallis                    |
| 1971 | Summer of '42                      | Robert Mulligan       | Richard A. Roth                  |
| 1972 | Bố già                             | Francis Ford Coppola  | Albert S. Ruddy                  |
| 1972 | Deliverance                        | John Boorman          | John Boorman                     |
| 1972 | Frenzy                             | Alfred Hitchcock      | William Hill                     |
| 1972 | The Poseidon Adventure             | Ronald Neame          | Irwin Allen                      |
| 1972 | Sleuth                             | Joseph L. Mankiewicz  | Morton Gottlieb                  |
| 1973 | The Exorcist                       | William Friedkin      | William Peter Blatty             |
| 1973 | Cinderella Liberty                 | Mark Rydell           | Mark Rydell                      |
| 1973 | The Day of the Jackal              | Fred Zinneman         | John Woolf                       |
| 1973 | Save the Tiger                     | John G. Avildsen      | Edward S. Feldman                |
| 1973 | Serpico                            | Sidney Lumet          | Dino De Laurentiis               |
| 1973 | Last Tango in Paris                | Bernardo Bertolucci   | Alberto Grimaldi                 |
| 1974 | Chinatown                          | Roman Polanski        | Robert Evans                     |
| 1974 | The Conversation                   | Francis Ford Coppola  | Francis Ford Coppola             |
| 1974 | Earthquake                         | Mark Robson           | Mark Robson                      |
| 1974 | The Godfather: Part II             | Francis Ford Coppola  | Francis Ford Coppola             |
| 1974 | A Woman Under the Influence        | John Cassavetes       | Sam Shaw                         |
| 1975 | Bay qua tổ chim cúc cu             | Miloš Forman          | Michael Douglas                  |
| 1975 | Barry Lyndon                       | Stanley Kubrick       | Stanley Kubrick                  |
| 1975 | Dog Day Afternoon                  | Sidney Lumet          | Martin Bregman                   |
| 1975 | Jaws                               | Steven Spielberg      | David Brown                      |
| 1975 | Nashville                          | Robert Altman         | Robert Altman                    |
| 1976 | Rocky                              | John G. Avildsen      | Robert Chartoff và Irwin Winkler |
| 1976 | All the President's Men            | Alan J. Pakula        | Walter Coblenz                   |
| 1976 | Bound for Glory                    | Hal Ashby             | Robert F. Blumofe                |
| 1976 | Network                            | Sidney Lumet          | Howard Gottfried                 |
| 1976 | Voyage of the Damned               | Stuart Rosenberg      | Robert Fryer                     |
| 1977 | The Turning Point                  | Herbert Ross          | Arthur Laurents                  |
| 1977 | Close Encounters of the Third Kind | Steven Spielberg      | Julia Phillips                   |
| 1977 | I Never Promised You a Rose Garden | Anthony Page          | Daniel H. Blatt                  |
| 1977 | Julia                              | Fred Zinnemann        | Richard A. Roth                  |
| 1977 | Star Wars                          | George Lucas          | George Lucas                     |
| 1978 | Midnight Express                   | Alan Parker           | Alan Marshall                    |
| 1978 | Coming Home                        | Hal Ashby             | Robert C. Jones                  |
| 1978 | Days of Heaven                     | Terrence Malick       | Bert Schneider                   |
| 1978 | The Deer Hunter                    | Michael Cimino        | Barry Spikings                   |
| 1978 | An Unmarried Woman                 | Paul Mazursky         | Paul Mazursky                    |
| 1979 | Kramer vs. Kramer                  | Robert Benton         | Stanley R. Jaffe                 |
| 1979 | Apocalypse Now                     | Francis Ford Coppola  | Francis Ford Coppola             |
| 1979 | The China Syndrome                 | James Bridges         | Michael Douglas                  |
| 1979 | Manhattan                          | Woody Allen           | Charles H. Joffe                 |
| 1979 | Norma Rae                          | Martin Ritt           | Alexandra Rose                   |

### Thập niên 1980
| Năm  | Phim                                           | Đạo diễn             | Nhà sản xuất         |
| ---- | ---------------------------------------------- | -------------------- | -------------------- |
| 1980 | Ordinary People                                | Robert Redford       | Ronald L. Schwary    |
| 1980 | The Elephant Man                               | David Lynch          | Jonathan Sanger      |
| 1980 | The Ninth Configuration                        | William Peter Blatty | William Peter Blatty |
| 1980 | Raging Bull                                    | Martin Scorsese      | Robert Chartoff      |
| 1980 | The Stunt Man                                  | Richard Rush         | Richard Rush         |
| 1981 | On Golden Pond                                 | Mark Rydell          | Bruce Gilbert        |
| 1981 | The French Lieutenant's Woman                  | Karel Reisz          | Leon Clore           |
| 1981 | Prince of the City                             | Sidney Lumet         | Sidney Lumet         |
| 1981 | Ragtime                                        | Miloš Forman         | Dino De Laurentiis   |
| 1981 | Reds                                           | Warren Beatty        | Warren Beatty        |
| 1982 | E.T. the Extra-Terrestrial                     | Steven Spielberg     | Steven Spielberg     |
| 1982 | Missing                                        | Costa-Gavras         | Edward Lewis         |
| 1982 | An Officer and a Gentleman                     | Taylor Hackford      | Martin Elfand        |
| 1982 | Sophie's Choice                                | Alan J. Pakula       | Alan J. Pakula       |
| 1982 | The Verdict                                    | Sidney Lumet         | David Brown          |
| 1983 | Terms of Endearment                            | James L. Brooks      | James L. Brooks      |
| 1983 | Reuben, Reuben                                 | Robert Ellis Miller  | Julius J. Epstein    |
| 1983 | The Right Stuff                                | Philip Kaufman       | Irwin Winkler        |
| 1983 | Silkwood                                       | Mike Nichols         | Alice Arlen          |
| 1983 | Tender Mercies                                 | Bruce Beresford      | Philip Hobel         |
| 1984 | Amadeus                                        | Miloš Forman         | Saul Zaentz          |
| 1984 | The Cotton Club                                | Francis Ford Coppola | Robert Evans         |
| 1984 | The Killing Fields                             | Roland Joffé         | David Puttnam        |
| 1984 | Places in the Heart                            | Robert Benton        | Robert Benton        |
| 1984 | A Soldier's Story                              | Norman Jewison       | Norman Jewison       |
| 1985 | Out of Africa                                  | Sydney Pollack       | Sydney Pollack       |
| 1985 | The Color Purple                               | Steven Spielberg     | Steven Spielberg     |
| 1985 | Kiss of the Spider Woman                       | Hector Babenco       | David Weisman        |
| 1985 | Runaway Train                                  | Andrei Konchalovsky  | Richard Garcia       |
| 1985 | Witness                                        | Peter Weir           | Edward Feldman       |
| 1986 | Platoon                                        | Oliver Stone         | Arnold Kopelson      |
| 1986 | Children of a Lesser God                       | Randa Haines         | Chris Bender         |
| 1986 | The Mission                                    | Roland Joffé         | Fernando Ghia        |
| 1986 | Mona Lisa                                      | Neil Jordan          | Stephen Woolley      |
| 1986 | A Room with a View                             | James Ivory          | Ismail Merchant      |
| 1986 | Stand by Me                                    | Rob Reiner           | Bruce A. Evans       |
| 1987 | The Last Emperor                               | Bernardo Bertolucci  | Jeremy Thomas        |
| 1987 | Cry Freedom                                    | Richard Attenborough | Richard Attenborough |
| 1987 | Empire of the Sun                              | Steven Spielberg     | Kathleen Kennedy     |
| 1987 | Fatal Attraction                               | Adrian Lyne          | Stanley R. Jaffe     |
| 1987 | La Bamba                                       | Luis Valdez          | Stuart Benjamin      |
| 1987 | Nuts                                           | Martin Ritt          | Teri Schwartz        |
| 1988 | Rain Man                                       | Barry Levinson       | Mark Johnson         |
| 1988 | The Accidental Tourist                         | Lawrence Kasdan      | Phyllis Carlyle      |
| 1988 | A Cry in the Dark                              | Fred Schepisi        | Yoram Globus         |
| 1988 | Gorillas in the Mist: The Story of Dian Fossey | Michael Apted        | Peter Guber          |
| 1988 | Mississippi Burning                            | Alan Parker          | Robert F. Colesberry |
| 1988 | Running on Empty                               | Sidney Lumet         | Griffin Dunne        |
| 1988 | The Unbearable Lightness of Being              | Philip Kaufman       | Bertil Ohlsson       |
| 1989 | Born on the Fourth of July                     | Oliver Stone         | A. Kitman Ho         |
| 1989 | Crimes and Misdemeanors                        | Woody Allen          | Charles H Joffe      |
| 1989 | Dead Poets Society                             | Peter Weir           | Paul Junger Witt     |
| 1989 | Do the Right Thing                             | Spike Lee            | Spike Lee            |
| 1989 | Glory                                          | Edward Zwick         | Freddie Fields       |

### Thập niên 1990
| Năm  | Phim                          | Đạo diễn             | Nhà sản xuất            |
| ---- | ----------------------------- | -------------------- | ----------------------- |
| 1990 | Dances with Wolves            | Kevin Costner        | Jim Wilson              |
| 1990 | Avalon                        | Barry Levinson       | Mark Johnson            |
| 1990 | The Godfather: Part III       | Francis Ford Coppola | Francis Ford Coppola    |
| 1990 | Goodfellas                    | Martin Scorsese      | Irwin Winkler           |
| 1990 | Reversal of Fortune           | Barbet Schroeder     | Edward R. Pressman      |
| 1991 | Bugsy                         | Barry Levinson       | Warren Beatty           |
| 1991 | JFK                           | Oliver Stone         | Arnon Milchan           |
| 1991 | The Prince of Tides           | Barbra Streisand     | Andrew S. Karsch        |
| 1991 | The Silence of the Lambs      | Jonathan Demme       | Kenneth Utt             |
| 1991 | Thelma & Louise               | Ridley Scott         | Mimi Polk Gitlin        |
| 1992 | Scent of a Woman              | Martin Brest         | Ovidio G. Assonitis     |
| 1992 | The Crying Game               | Neil Jordan          | Stephen Woolley         |
| 1992 | A Few Good Men                | Rob Reiner           | David Brown             |
| 1992 | Howards End                   | James Ivory          | Ismail Merchant         |
| 1992 | Unforgiven                    | Clint Eastwood       | Clint Eastwood          |
| 1993 | Schindler's List              | Steven Spielberg     | Steven Spielberg        |
| 1993 | The Age of Innocence          | Martin Scorsese      | Barbara De Fina         |
| 1993 | In the Name of the Father     | Jim Sheridan         | Jim Sheridan            |
| 1993 | The Piano                     | Jane Campion         | Jan Chapman             |
| 1993 | The Remains of the Day        | James Ivory          | Ismail Merchant         |
| 1994 | Forrest Gump                  | Robert Zemeckis      | Wendy Finerman          |
| 1994 | Legends of the Fall           | Edward Zwick         | Marshall Herskovitz     |
| 1994 | Nell                          | Michael Apted        | Jodie Foster            |
| 1994 | Pulp Fiction                  | Quentin Tarantino    | Lawrence Bender         |
| 1994 | Quiz Show                     | Robert Redford       | Robert Redford          |
| 1995 | Sense and Sensibility         | Ang Lee              | Laurie Borg             |
| 1995 | Apollo 13                     | Ron Howard           | Brian Grazer            |
| 1995 | Braveheart                    | Mel Gibson           | Mel Gibson              |
| 1995 | The Bridges of Madison County | Clint Eastwood       | Clint Eastwood          |
| 1995 | Leaving Las Vegas             | Mike Figgis          | Lila Cazès              |
| 1996 | The English Patient           | Anthony Minghella    | Saul Zaentz             |
| 1996 | Breaking the Waves            | Lars von Trier       | Peter Aalbæk Jensen     |
| 1996 | The People vs. Larry Flynt    | Miloš Forman         | Oliver Stone            |
| 1996 | Secrets & Lies                | Mike Leigh           | Simon Channing-Williams |
| 1996 | Shine                         | Scott Hicks          | Jane Scott              |
| 1997 | Titanic                       | James Cameron        | Jon Landau              |
| 1997 | Amistad                       | Steven Spielberg     | Debbie Allen            |
| 1997 | The Boxer                     | Jim Sheridan         | Arthur Lappin           |
| 1997 | Good Will Hunting             | Gus Van Sant         | Lawrence Bender         |
| 1997 | L.A. Confidential             | Curtis Hanson        | Curtis Hanson           |
| 1998 | Saving Private Ryan           | Steven Spielberg     | Steven Spielberg        |
| 1998 | Elizabeth                     | Shekhar Kapur        | Tim Bevan               |
| 1998 | Gods and Monsters             | Bill Condon          | Paul Colichman          |
| 1998 | The Horse Whisperer           | Robert Redford       | Patrick Markey          |
| 1998 | The Truman Show               | Peter Weir           | Edward S. Feldman       |
| 1999 | American Beauty               | Sam Mendes           | Bruce Cohen             |
| 1999 | The End of the Affair         | Neil Jordan          | Neil Jordan             |
| 1999 | The Hurricane                 | Norman Jewison       | Armyan Bernstein        |
| 1999 | The Insider                   | Michael Mann         | Pieter Jan Brugge       |
| 1999 | The Talented Mr. Ripley       | Anthony Minghella    | William Horberg         |

### Thập niên 2000
| Năm  | Phim                                               | Đạo diễn                    | Nhà sản xuất |
| ---- | -------------------------------------------------- | --------------------------- | --- |
| 2000 | Gladiator †                                        | Ridley Scott                | Douglas Wick |
| 2000 | Billy Elliot                                       | Stephen Daldry              | Charles Brand |
| 2000 | Erin Brockovich *                                  | Steven Soderbergh           | Danny DeVito |
| 2000 | Sunshine                                           | István Szabó                | András Hámori |
| 2000 | Traffic *                                          | Steven Soderbergh           | Edward Zwick |
| 2000 | Wonder Boys                                        | Curtis Hanson               | Curtis Hanson |
| 2001 | A Beautiful Mind †                                 | Ron Howard                  | Brian Grazer |
| 2001 | In the Bedroom *                                   | Todd Field                  | Todd Field |
| 2001 | Chúa tể những chiếc nhẫn: Hiệp hội nhẫn thần *     | Peter Jackson               | Peter Jackson, Barrie M. Osborne, Fran Walsh                                                                                      |
| 2001 | The Man Who Wasn't There                           | Joel Coen                   | Ethan Coen |
| 2001 | Mulholland Drive                                   | David Lynch                 | Pierre Edelman |
| 2002 | The Hours *                                        | Stephen Daldry              | Robert Fox và Scott Rudin |
| 2002 | About Schmidt                                      | Alexander Payne             | Michael Besman |
| 2002 | Gangs of New York *                                | Martin Scorsese             | Alberto Grimaldi |
| 2002 | Chúa tể những chiếc nhẫn: Hai tòa tháp *           | Peter Jackson               | Peter Jackson, Barrie M. Osborne, Fran Walsh                                                                                      |
| 2002 | The Pianist *                                      | Roman Polanski              | Roman Polanski |
| 2003 | Chúa tể những chiếc nhẫn: Sự trở lại của nhà vua † | Peter Jackson               | Peter Jackson, Barrie M. Osborne, Fran Walsh                                                                                      |
| 2003 | Cold Mountain                                      | Anthony Minghella           | Albert Berger |
| 2003 | Master and Commander: The Far Side of the World *  | Peter Weir                  | Peter Weir |
| 2003 | Mystic River *                                     | Clint Eastwood              | Robert Lorenz |
| 2003 | Seabiscuit *                                       | Gary Ross                   | Kathleen Kennedy |
| 2004 | The Aviator *                                      | Martin Scorsese             | Michael Mann |
| 2004 | Closer                                             | Mike Nichols                | Patrick Marber |
| 2004 | Finding Neverland *                                | Marc Forster                | Richard N. Gladstein |
| 2004 | Hotel Rwanda                                       | Terry George                | Terry George |
| 2004 | Kinsey                                             | Bill Condon                 | Gail Mutrux |
| 2004 | Cô gái triệu đô †                                  | Clint Eastwood              | Clint Eastwood, Albert S. Ruddy, Tom Rosenberg                                                                                    |
| 2005 | Brokeback Mountain *                               | Ang Lee                     | Diana Ossana |
| 2005 | The Constant Gardener                              | Fernando Meirelles          | Simon Channing-Williams |
| 2005 | Good Night, and Good Luck *                        | George Clooney              | Grant Heslov |
| 2005 | A History of Violence                              | David Cronenberg            | Chris Bender |
| 2005 | Match Point                                        | Woody Allen                 | Letty Aronson |
| 2006 | Babel *                                            | Alejandro González Iñárritu | Steve Golin |
| 2006 | Bobby                                              | Emilio Estevez              | Anthony Hopkins |
| 2006 | Điệp vụ Boston †                                   | Martin Scorsese             | Brad Grey |
| 2006 | Little Children                                    | Todd Field                  | Albert Berger |
| 2006 | The Queen *                                        | Stephen Frears              | François Ivernel |
| 2007 | Chuộc lỗi *                                        | Joe Wright                  | Tim Bevan |
| 2007 | American Gangster                                  | Ridley Scott                | Brian Grazer |
| 2007 | Eastern Promises                                   | David Cronenberg            | Paul Webster |
| 2007 | The Great Debaters                                 | Denzel Washington           | Oprah Winfrey |
| 2007 | Michael Clayton *                                  | Tony Gilroy                 | Sydney Pollack |
| 2007 | Không chốn dung thân †                             | Joel và Ethan Coen          | Joel Coen, Ethan Coen, Scott Rudin                                                                                                |
| 2007 | There Will Be Blood *                              | Paul Thomas Anderson        | Paul Thomas Anderson |
| 2008 | Triệu phú ổ chuột †                                | Danny Boyle                 | Christian Colson |
| 2008 | Dị nhân Benjamin *                                 | David Fincher               | Kathleen Kennedy, Frank Marshall, Ray Stark                                                                                       |
| 2008 | Frost/Nixon *                                      | Ron Howard                  | Tim Bevan, Eric Fellner, Brian Grazer, Ron Howard                                                                                 |
| 2008 | The Reader *                                       | Stephen Daldry              | Anthony Minghella, Sydney Pollack, Scott Rudin                                                                                    |
| 2008 | Revolutionary Road                                 | Sam Mendes                  | Bobby Cohen, Sam Mendes, Scott Rudin                                                                                              |
| 2009 | Avatar *                                           | James Cameron               | James Cameron và Jon Landau |
| 2009 | The Hurt Locker †                                  | Kathryn Bigelow             | Kathryn Bigelow, Mark Boal, Nicolas Chartier, Tony Mark, Donall McCusker, Greg Shapiro                                            |
| 2009 | Định mệnh *                                        | Quentin Tarantino           | Lawrence Bender |
| 2009 | Precious *                                         | Lee Daniels                 | Lisa Cortes, Sarah Siegel-Magness, Valerie Hoffman, Asger Hussain, Gary Magness, Mark G. Magges, Berrgen Swason, Simone Sheffield |
| 2009 | Up in the Air *                                    | Jason Reitman               | Daniel Dubiecki, Jeffrey Clifford, Ivan Reitman, Jason Reitman                                                                    |

### Thập niên 2010
| Năm  | Phim                                 | Đạo diễn              | Nhà sản xuất |
| ---- | ------------------------------------ | --------------------- | --- |
| 2010 | The Social Network *                 | David Fincher         | David Fincher, Scott Rudin, Dana Brunetti, Michael De Luca & Ceán Chaffin                                                                                       |
| 2010 | Thiên nga đen *                      | Darren Aronofsky      | Mike Medavoy, Scott Franklin, Arnold Messer & Brian Oliver |
| 2010 | Võ sĩ *                              | David O. Russell      | David Hoberman, Todd Lieberman, Ryan Kavanaugh, Mark Wahlberg, Dorothy Aufiero & Paul Tamasy                                                                    |
| 2010 | Inception *                          | Christopher Nolan     | Christopher Nolan & Emma Thomas |
| 2010 | The King's Speech *                  | Tom Hooper            | Iain Canning, Emile Sherman, Gareth Unwin & Geoffrey Rush |
| 2011 | Tình thân *                          | Alexander Payne       | Jim Burke, Alexander Payne, Jim Taylor |
| 2011 | Người giúp việc *                    | Tate Taylor           | Chris Columbus, Michael Barnathan & Brunson Green |
| 2011 | Hugo *                               | Martin Scorsese       | Johnny Depp, Timothy Headington, Graham King & Martin Scorsese                                                                                                  |
| 2011 | The Ides of March                    | George Clooney        | George Clooney, Grant Heslov, Brian Oliver |
| 2011 | Moneyball *                          | Bennett Miller        | Michael De Luca, Rachael Horovitz & Brad Pitt |
| 2011 | Chiến mã *                           | Steven Spielberg      | Steven Spielberg & Kathleen Kennedy |
| 2012 | Argo †                               | Ben Affleck           | Ben Affleck, George Clooney, Grant Heslov |
| 2012 | Hành trình Django *                  | Quentin Tarantino     | Stacey Sher, Reginald Hudlin, Pilar Savone |
| 2012 | Cuộc đời của Pi *                    | Ang Lee               | Ang Lee, Gil Netter, David Womarck |
| 2012 | Lincoln *                            | Steven Spielberg      | Steven Spielberg, Kathleen Kennedy |
| 2012 | 30' sau nửa đêm *                    | Kathryn Bigelow       | Kathryn Bigelow, Colin Wilson, Greg Shapiro, Ted Schipper, Megan Ellison                                                                                        |
| 2013 | 12 Years a Slave                     | Steve McQueen         | Brad Pitt, Dede Gardner, Jeremy Kleiner, Bill Pohlad, Steve McQueen, Arnon Milchan & Anthony Katagas                                                            |
| 2013 | Captain Phillips                     | Paul Greengrass       | Michael De Luca, Dana Brunetti & Scott Rudin |
| 2013 | Cuộc chiến không trọng lực           | Alfonso Cuarón        | Alfonso Cuarón & David Heyman |
| 2013 | Philomena                            | Stephen Frears        | Gabrielle Tan, Steve Coogan & Tracey Seaward |
| 2013 | Đường đua nghẹt thở                  | Ron Howard            | Andrew Eaton, Eric Fellner, Brian Oliver, Peter Morgan, Brian Grazer & Ron Howard                                                                               |
| 2014 | Boyhood                              | Richard Linklater     | Richard Linklater, Cathleen Sutherland, Jonathan Sehring, John Sloss                                                                                            |
| 2014 | Foxcatcher                           | Bennett Miller        | Bennett Miller, Megan Ellison, Jon Kilik, Anthony Bregman |
| 2014 | The Imitation Game                   | Morten Tyldum         | Nora Grossman, Ido Ostrowsky, Teddy Schwarzman |
| 2014 | Selma                                | Ava DuVernay          | Dede Gardner, Jeremy Kleiner, Christian Colson, Oprah Winfrey                                                                                                   |
| 2014 | Thuyết yêu thương                    | James Marsh           | Tim Bevan, Eric Fellner, Lisa Bruce, Anthony McCarten |
| 2015 | Người về từ cõi chết *               | Alejandro G. Iñárritu | Steve Golin, Alejandro G. Iñárritu, Arnon Milchan, Mary Parent, Keith Redmon                                                                                    |
| 2015 | Carol                                | Todd Haynes           | Elizabeth Karlsen, Christine Vachon, Stephen Woolley |
| 2015 | Max điên: Con đường tử thần *        | George Miller         | Doug Mitchell, George Miller, P. J. Voeten |
| 2015 | Room *                               | Lenny Abrahamson      | Ed Guiney, David Gross |
| 2015 | Spotlight †                          | Tom McCarthy          | Steve Golin, Blye Pagon Faust, Nicole Rocklin, Michael Sugar |
| 2016 | Moonlight †                          | Barry Jenkins         | Dede Gardner, Jeremy Kleiner, Adele Romanski |
| 2016 | Hacksaw Ridge *                      | Mel Gibson            | Terry Benedict, Paul Currie, Bruce Davey, William D. Johnson, Bill Mechanic, Brian Oliver, David Permut                                                         |
| 2016 | Không lùi bước *                     | David Mackenzie       | Peter Berg, Carla Hacken, Sidney Kimmel, Gigi Pritzker, Rachel Shane, Julie Yorn                                                                                |
| 2016 | Lion *                               | Garth Davis           | Iain Canning, Angie Fielder, Emile Sherman |
| 2016 | Manchester by the Sea *              | Kenneth Lonergan      | Lauren Beck, Matt Damon, Chris Moore, Kimberly Steward, Kevin J. Walsh                                                                                          |
| 2017 | Three Billboards: Truy tìm công lý * | Martin McDonagh       | Graham Broadbent, Pete Czernin, Martin McDonagh |
| 2017 | Call Me by Your Name *               | Luca Guadagnino       | Peter Spears, Luca Guadagnino, Emilie Georges, Rodrigo Teixeira, Marco Morabito, James Ivory, Howard Rosenman                                                   |
| 2017 | Cuộc di tản Dunkirk *                | Christopher Nolan     | Christopher Nolan and Emma Thomas |
| 2017 | The Post *                           | Steven Spielberg      | Steven Spielberg, Kristie Macosko Krieger, Amy Pascal |
| 2017 | Người đẹp và thủy quái †             | Guillermo del Toro    | Guillermo del Toro and J. Miles Dale |
| 2018 | Bohemian Rhapsody *                  | Bryan Singer          | Graham King and Jim Beach |
| 2018 | Black Panther *                      | Ryan Coogler          | Kevin Feige |
| 2018 | BlacKkKlansman *                     | Spike Lee             | Sean McKittrick, Jason Blum, Raymond Mansfield, Shaun Redick, Jordan Peele, Spike Lee                                                                           |
| 2018 | If Beale Street Could Talk           | Barry Jenkins         | Adele Romanski, Sara Murphy, Barry Jenkins, Dede Gardner, Jeremy Kleiner                                                                                        |
| 2018 | Vì sao vụt sáng *                    | Bradley Cooper        | Bill Gerber, Bradley Cooper, Lynette Howell Taylor |
| 2019 | 1917                                 | Sam Mendes            | Sam Mendes, Pippa Harris, Jayne-Ann Tenggren, Callum McDougall và Brian Oliver                                                                                  |
| 2019 | Người đàn ông Ireland                | Martin Scorsese       | Martin Scorsese, Robert De Niro, Jane Rosenthal, Emma Tillinger Koskoff, Irwin Winkler, Gerald Chamales, Gastón Pavlovich, Randall Emmett, Gabriele Israilovici |
| 2019 | Joker                                | Todd Phillips         | Todd Phillips, Bradley Cooper, Emma Tillinger Koskoff |
| 2019 | Câu chuyện hôn nhân                  | Noah Baumbach         | David Heyman, Noah Baumbach |
| 2019 | The Two Popes                        | Fernando Meirelles    | Dan Lin, Jonathan Eirich, Tracey Seaward |